# Obata Toramori
Obata Toramori (小畠虎盛?   1491 - 14 de julio de 1561) fue un general japonés bajo el servicio del clan Takeda durante el período Sengoku de la historia de Japón.

## Biografía
Tomori fue uno de los principales sirvientes de Takeda Nobutora desde el primer momento en que se enlistó para servir al clan Takeda, por lo que después de muchos años de servicio se le permitió usar el "tora" en su propio nombre. Después de la muerte de Nobutora, Toramori sirvió a su hijo Takeda Shingen, el sucesor del clan, como uno de sus Veinticuatro Generales aunque permaneció bajo el mando de Baba Nobufusa. Conforme fueron pasando las batallas en las que participó, la estima que se le tuvo como militar capaz fue subiendo: en el transcurso de 30 batallas, Toramori no sufrió más de 40 heridas tomando en cuenta el hecho de que era un Capitán Ashigaru de tenía 15 elementos de caballería y 75 ashigaru bajo su control directo. Después de la Quinta Batalla de Kawanakajima de 1561, Toramori regresó al castillo Kaizu con una enfermedad bastante avanzada por lo que murió en el mes de junio de ese mismo año.